# Zhang Zeduan
Dans ce nom chinois, le nom de famille, Zhang, précède le nom personnel.
Pour les articles homonymes, voir Zhang.

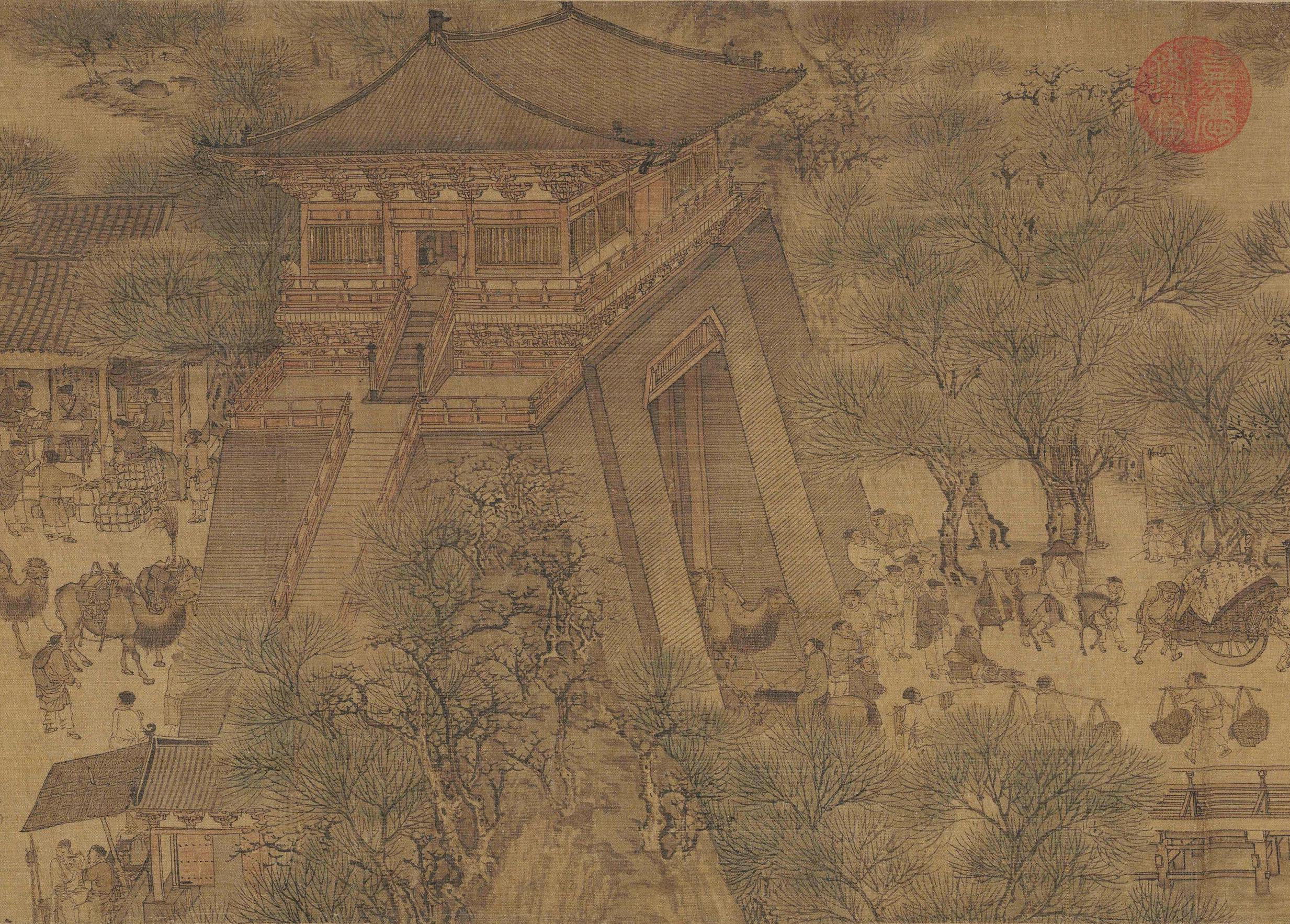
Détail du Jour de Qingming au bord de la rivière, Zhang Zeduan, XIIe siècle, Dynastie Song.

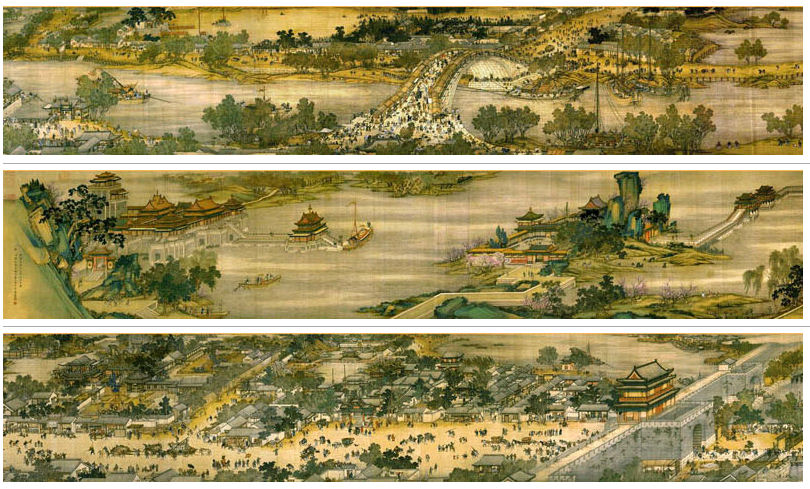
Trois parties d'une version d'époque Qing du Jour de Qingming au bord de la rivière, Artistes de cour, XVIIIe siècle.

Zhang Zeduan ou Chang Tsê-Tuan ou Tchang Tsö-Touan, surnom: Zhengdao est un peintre chinois du XIIe siècle, originaire de Dongwu (province du Shandong, province de l'est de la Chine. Ses dates de naissance et de décès ne sont pas connues mais il est actif dans la première moitié du douzième siècle.

## Biographie
Actif à Kaifeng puis à Hangzhou, Zhang Zeduan est connu comme peintre de bâtiments, de ponts, de bateaux et de charrettes. Il laisse un célèbre rouleau horizontal, couleur sur soie, La fête Qingming à Kaifeng, dont il existe plusieurs versions parmi lesquelles seule celle du Musée du palais de Pékin semble être authentique. Cette œuvre est une riche source de documentation sur les habitudes de la population lors de cette fête et sur l'aspect de Kaifeng (Bianjing à cette époque), tant les détails ethnologiques, peut-on dire, et architecturaux y sont abondants et parfaitement maîtrisés.

## Les thèmes architecturaux
Ce genre populaire dans la peinture Song est reconnu comme une catégorie thématique distincte au onzième siècle seulement. La plupart des peintres professionnels peignent bien sûr des édifices, des charrettes, bateaux et ponts, indispensables à l'illustration des paysages, scènes urbaines, scènes de genre, etc., mais il existe aussi des spécialistes du sujet, des hommes qui se vouent à l'ambitieuse exploration d'un dédale de détails et à la concrétisation de l'illusion, ainsi qu'on admet exiger des véritables maîtres de cette catégorie. Guo Ruoxu note: « Quand on peint des constructions architecturales, les calculs doivent être irréprochables et le tracé du pinceau d'une égale fermeté; le lointain, la profondeur pénètrent l'espace et une centaine de diagonales reculent vers un point unique ». 

## Genre pictural

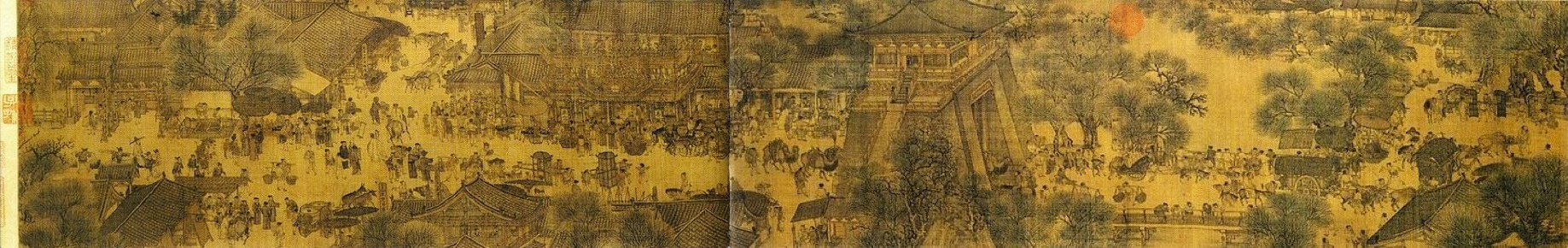
Promenade au fleuve le jour de la fête de la Pure Lumière par Zhang Zeduan.

C'est pourquoi, peut-être, le chef-d'œuvre de ce type de peinture, Promenade au fleuve le jour de la fête de la Pure Lumière, peut aussi parfaitement être interprété comme la description d'une activité commerciale de la florissante économie des Song, une manière de commande du gouvernement central destinée à attirer les investisseurs dans les grands centres urbains. Il est difficile d'imaginer un autre client ou une autre intention à cette stupéfiante représentation d'une grande ville commerciale Song, probablement censée symboliser de façon générique la capitale Bianliang (actuelle Kaifeng), construite le long du fleuve Bian, commercialement actif et raccordé au Grand Canal qui relie le Nord et le Sud précisément dans le but de favoriser les échanges.

## Style qui prend date dans la peinture chinoise
Fait presque aussi saisissant que la complexité et le réalisme des détails est l'envergure panoramique de ce long rouleau. Son auteur, le peintre nommé Zhang Zeduan, n'est apparemment mentionné nulle part en dehors des colophons joints à la peinture elle-même. Le rédacteur du premier colophon, un dénommé Zhang Zhu, qui vit à Beijing sous la dynastie tartare des Jin, rédige sa note en 1186, soixante ans après la destruction de la ville de Bianlang que l'on suppose représentée sur le rouleau. Il nous fournit les seules données connues sur Zhang Zeduan: « Le lettré de Hanlin, Zhang Zeduan, alias Zhengdao, natif de Dongwu. Dans sa jeunesse, il gagne la capitale pour parfaire ses études. Plus tard, il s'adonne à la peinture. Il montre du talent pour le dessin architectural au trait fin [jiehua], avec un goût particulier pour les bateaux et les charrettes, les marchés et les ponts, les fossés et les chemins. Il est de même expert en d'autres types de peinture ».
En général, les spécialistes supposent que Zhang est en activité au début du douzième siècle, sous le règne de Huizong, mais nulle preuve n'étaye cette assertion. La référence à Zhang comme à un lettré de Hanlin le relie non pas à l'Académie de peinture du règne de Huizong, mais au début du onzième siècle, durant le long règne de Renzong (1023-1063), où des peintres de cour tels que Gao Keming (actif vers 1008-1053) et Yan Wengui sont plus ou moins employés à l'Académie Hanlin. Les éléments paysagers dans Promenade au fleuve le jour de la fête de la Pure Lumière, semblent également plus en rapport avec les peintures de cette période qu'avec celles du début du douzième siècle, où l'on trouve à la cour très peu de productions comparables à ce rouleau,.

## La peinture au service du développement
La technique de cette œuvre a en outre peu à voir avec les créations picturales prisées par Huizong, mais plutôt avec des styles réalistes associés au début de la période Song et à des maîtres tels que Fan Kuan, Qi Xu (Xe siècle), Yan Wengui, Huang Quan, Guo Zhongshu et Zhao Chang. Il se peut donc que Promenade au fleuve le jour de la fête de la Pure Lumière soit un produit de cette époque de développement intensif qu'est le début des Song, quand de nouvelles villes, y compris la capitale, sont construites et agrandies et qu'une puissante machine économique et commerciale se met en place. Quels que soient sa date précise et son but recherché, le rouleau reste une vivante image de la vie quotidienne dans la Chine du onzième siècle, et un panorama à travers lequel l'œil se déplace comme une caméra en mouvement. Si nous pouvions l'entendre, il résonnerait du vacarme des colporteurs vendant leurs marchandises, des bateliers s'interpellant les uns les autres, des caravanes de chameaux se répandant bruyamment à travers les rues, des piétons et des véhicules se croisant dans un tintamarre digne du cœur de Manhattan. Par-dessus tout, c'est une représentation du commerce, et l'abrégé virtuel du réalisme dans la peinture.